# Metazaleptus guttatus
Metazaleptus guttatus is een hooiwagen uit de familie Sclerosomatidae.